# Portret Barnima VI
Portret Barnima VI — obraz olejny o wymiarach 80 × 62 cm, namalowany na płótnie przez nieznanego kopistę w pierwszej tercji XVII wieku (ok. 1635), przechowywany w greifswaldzkim Muzeum Pomorza, o ograniczonej wartości ikonograficznej i artystycznej, mający przedstawiać księcia wołogoskiego Barnima VI, z dynastii Gryfitów. Taka atrybucja jest jednak przedmiotem kontrowersji, bowiem sportretowana osoba ma rysy jego potomka Bogusława XIV.
Na obrazie ukazany jest (w formie przedstawienia typu popiersie) jeszcze młody mężczyzna ubrany w pochodzący z okresu powstania obrazu strój, którego tożsamość określa napis umieszczony w górnym prawym rogu (obok głowy): BARNIM VI. v.G.G. / HERZOG VON STETTIN / UND POMMERN, czyli „Barnim VI z Bożej łaski / książę Szczecina / i Pomorza”. Uznawanie przedstawionego na portrecie księcia właśnie za Barnima VI jest kwestią dyskusyjną. Już w 1937 stwierdzono podobieństwo wizerunku na obrazie z innymi przedstawieniami ostatniego (zmarłego w 1637) księcia pomorskiego Bogusława XIV. Ustalenie jednak, czy w przypadku tego portretu doszło do omyłki w podpisie czy też portrecista zamierzał oddać rodzinne podobieństwo (Barnim VI, który zmarł w 1405, był w prostej linii przodkiem Bogusława XIV), jest niemożliwe. Z tego względu określenie, kogo przedstawia portret, jest albo pozostawiane w zawieszeniu, albo jednoznacznie przypisywane do Bogusława XIV. W przypadku uznania mężczyzny na obrazie za Barnima VI, portret ten nie przekazuje jego prawdziwego wyglądu, jest przedstawieniem apokryficznym.
Obraz ten znajdował się do 1945 w posiadaniu rodu Bismarck-Osten, będąc częścią ich kolekcji w dworze w Płotach (niem. Plathe). Po raz pierwszy został w 1996 udostępniony publiczności na wystawie „Die Greifen — Pommersche Herzöge. 12. bis 17. Jahrhundert” w Kilonii (nr kat. 1), a potem w Greifswaldzie. Od tego też roku portret znajduje się w stałym depozycie, po powstaniu Muzeum Pomorza w Greifswaldzie jest przechowywany tamże.

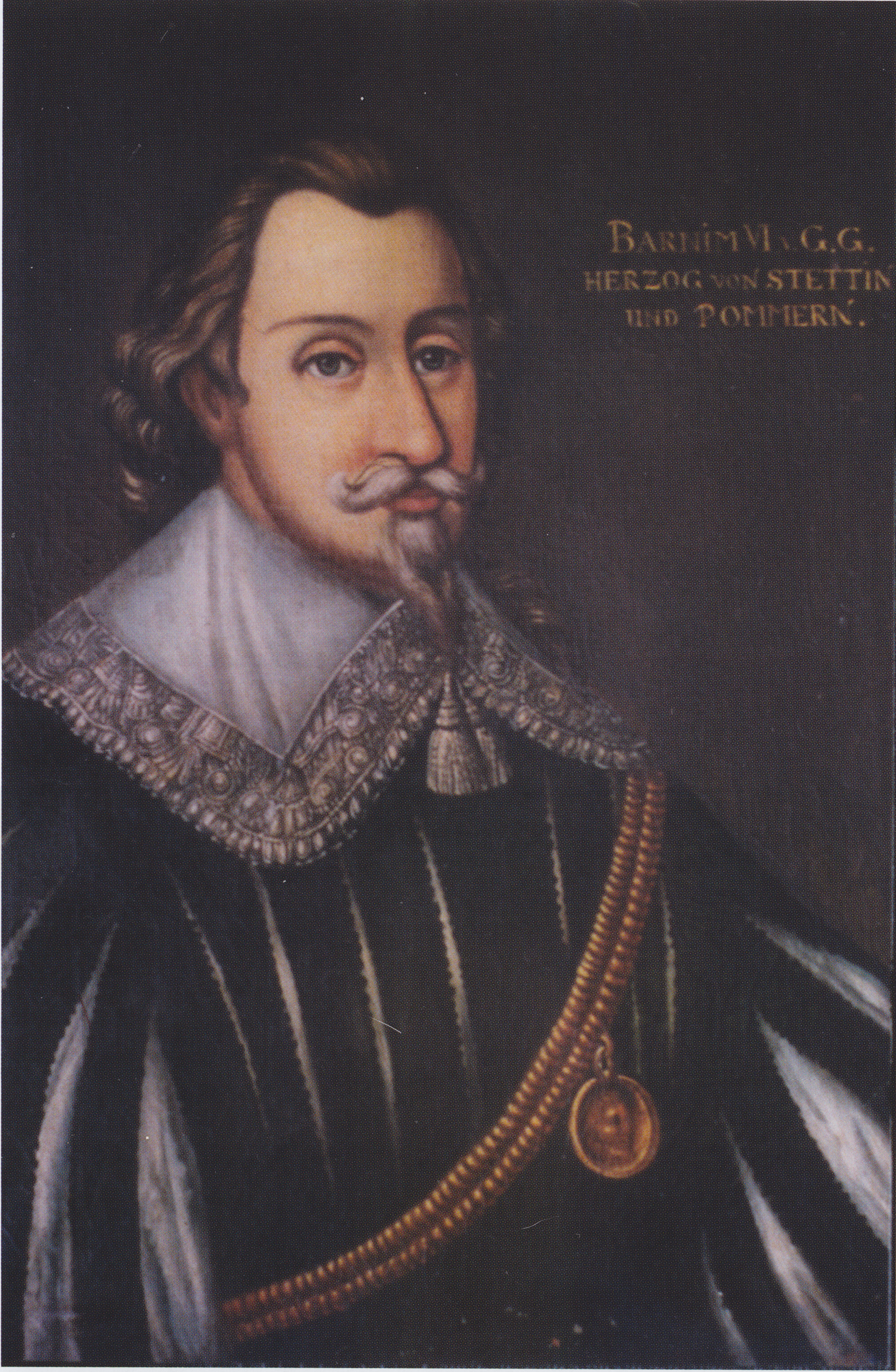
Barwna reprodukcja obrazu (fragment)